# Familia Aragón
La familia Aragón es una saga de artistas circenses españoles conocidos por tener el primer programa circense para la televisión española, con Los Payasos de la Tele, y por sus giras por España y Latinoamérica. Todos sus miembros tienen o tuvieron nacionalidad española, aunque muchos de ellos nacieron fuera de España a causa de los compromisos profesionales de sus padres. Las últimas generaciones han destacado principalmente en los mundos de la actuación y la música, aunque algunos de ellos siguen dedicándose al mundo del circo.

## Primera generación
- Gabriel Aragón, más conocido como Pepino o El Gran Pepino inició la saga junto a su esposa Virginia Foureaux. Para conquistar a su futura esposa, a la que conoció como espectador en el circo siendo seminarista de la Orden Capuchina de Granada (ciudad de la que él procedía), dejó el seminario, se convirtió en payaso y logró su objetivo: se casaron y tuvieron quince hijos. Tres de ellos fueron los conocidos payasos Pompoff, Thedy y Emig. Este último es el padre de los famosos Gaby, Fofó y Miliki, que fundaron Los Payasos de la Tele.[1][2]

- Virginia Foureaux (Suecia, c. , nombre de nacimiento Louise Marie Foureaux Sivertus), fue una artista de circo en la modalidad de ecuyere o acróbata ecuestre de origen franco-sueco. Era hija de Jean-Adolphe Foureaux, oficial jefe de caballería del Ejército sueco y experto domador, que fundó el "Grand Cirque Foureaux". Inició la saga junto a su esposo Gabriel Aragón, con el que tuvo quince hijos.[3]

## Segunda generación

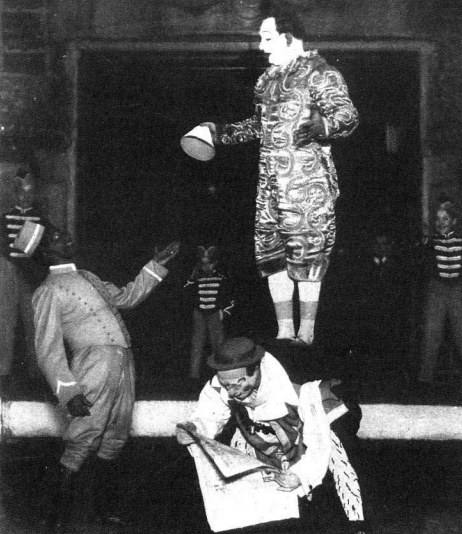
Emig, Pompoff y Thedy.

- Arturo Aragón Foureaux (f. 1898), payaso, más conocido como Tonino. Formó junto a su padre el dúo de payasos Pepino y Tonino.
- Gabriel Pantaleón Aragón Foreaux
- Elena Aragón Foureaux (1872-1886), trapecista. Fallecida durante una actuación a los catorce años.
- Virginia Aragón Foureaux (1876), funambulista. Casada con el payaso Guerra.
- Emilio Aragón Foureaux (Francia, 1883-1946), payaso, más conocido como Emig.[4] Casado en primeras nupcias con la acróbata ecuestre Rocío Bermúdez Contreras (España, 1892-1931);[5] padres de los célebres Gaby, Fofó y Miliki.
- Teodoro Aragón Foureaux  (Francia, 1885-1974), payaso, conocido artísticamente como Thedy.[6]
- José María Aragón Foureaux (Francia, 1887-1970), payaso, conocido artísticamente como Pompoff.[7] Casado con la gibraltareña Victoria Hipkins (1856-1957).
- Ulda Aragón Foureaux, trapecista junto a su hermana Isabel.
- Isabel Aragón Foureaux, trapecista junto a su hermana Ulda.
- Carmen Aragón Foureaux

## Tercera generación

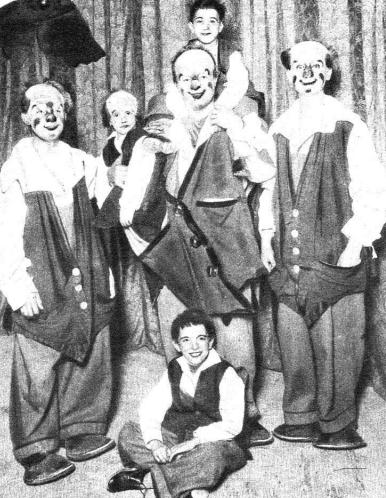
Los niños Gaby, Fofó y Miliki, junto a su tío Thedy y sus primos Nabucodonosorcito y Zampabollos a principios de la década de 1930.

### Hijos de Emilio/Emig

Gaby, Fofó y Miliki en Cuba (c. 1957).

Casado con Rocío Bermúdez Contreras (acróbata ecuestre), con la que tuvo cuatro hijos; y con Mercedes Hijón Valencia (1904-1994), en segundas nupcias, con la que tuvo dos hijas:
- Gabriel Aragón Bermúdez (1920-1995), más conocido como Gaby.
- Alfonso Aragón Bermúdez (1923-1976), más conocido como Fofó.
- Rocío Aragón Bermúdez (1925-2018), bailarina de flamenco y coreógrafa que actuaba con sus tres hermanos.
- Emilio Aragón Bermúdez (1929-2012), más conocido como Miliki. Premio Nacional de Circo en España (1997).
- Elena Aragón Hijón (1936)
- Concepción Aragón Hijón (1943)

### Hijos de José María/Pompoff

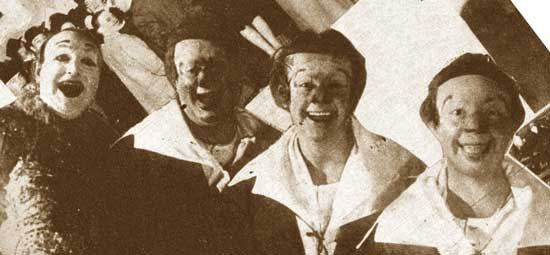
Pompoff, Thedy, Nabuco y Zampabollos en 1945.

- José Aragón Hipkins (España, 1912-1993), payaso, más conocido como Nabucodonosorcito y posteriormente como Nabuco. Premio Nacional de Circo en España (1991).
- Víctor Aragón Hipkins (España, 1933-1989), payaso.

### Hijo de Teodoro/Thedy
- Emilio Aragón Domínguez (España, 1913-1985), payaso, más conocido como Zampabollos.

### Hija de Virginia Aragón
- Mercedes Guerra Aragón, payasa. Casada con Emilio Frediani, payaso, hijo del acróbata y empresario circense italiano Willy Frediani.

## Cuarta generación

### Hijos de Gabriel/Gaby
Con su primera esposa, Carmen Bernal, tuvo 5 hijos:
- Gabriel Aragón Bernal (Cuba, 1942).
- Hilda María Aragón Bernal (Cuba, 1947).
- María Isabel Aragón Bernal (Cuba, 1952), participó junto a su padre y sus tíos cuando era joven.
- María del Carmen Aragón Bernal (Cuba, 1957), participó junto a su padre y sus tíos cuando era joven.
- Juana María Aragón Bernal (Cuba, 1960).

En 1969 se casó en Puerto Rico con una puertorriqueña, Virgen Jiménez, con la que tuvo otros 5 hijos, que fundaron el grupo Los Gabytos:
- Virgen María Aragón Jiménez (Argentina, 1971), más conocida como Lara. Integrante de Los Gabytos. Casada con el artista de circo Ángel Hueso Pimpoyo.
- Gabriel Rafael Aragón Jiménez (Argentina, 1972), más conocido como Gabri y posteriormente como Gaby. Integrante de Los Gabytos.
- Teodoro Rodrigo Aragón Jiménez (España, 1974), más conocido como Rodrigo. Integrante de Los Gabytos.
- Gonzalo Emilio Aragón Jiménez (España, 1981), también conocido como Gon. Integrante de Los Gabytos.
- Alonso Daniel Aragón Jiménez (España, 1985), más conocido como Bebé. Integrante de Los Gabytos.

### Hijos de Alfonso/Fofó
Alfonso Aragón Bermúdez Fofó tuvo cuatro hijos con Juana Sac:
- Alfonso Aragón Sac (Cuba, 1949), más conocido como Fofito.
- Rodolfo Aragón Sac (Cuba, 1958),  más conocido como Rody.
- Adolfo Aragón Sac (participó de pequeño junto a su padre y sus tíos).
- Rocío Aragón Sac

### Hijos de Emilio/Miliki

Emilio Aragón Álvarez en sus inicios como Milikito en 1977.

- Emilio Aragón Álvarez (Cuba, 1959), anteriormente conocido como Milikito, humorista y empresario televisivo.
- Rita Irasema Aragón Álvarez (Cuba, 1954), más conocida como Rita Irasema.
- Pilar Aragón Álvarez (Cuba), empresaria (participó de pequeña junto a su padre y sus tíos).
- Amparo Aragón Álvarez (Estados Unidos), escenógrafa y cocinera.

### Hijos de Elena Aragón
- Elena Corral Aragón (España)
- Paloma Corral Aragón (España)
- Mariano Aragón Corral (España)
- Rocío Corral Aragón (España)
- Jesús Corral Aragón (España)
- Ignacio Corral Aragón (España)
- David Corral Aragón (España)
- Juan María Corral Aragón (España)
- Ruth Corral Aragón (España)

### Hijos de Concepción Aragón
- José Aragón (España), fotógrafo.
- Alfredo Cuevas Aragón (España)
- Marta Cuevas Aragón (España)
- Inma Cuevas Aragón (España, 1977), actriz.

## Quinta generación

### Hijas de Alfonso/Fofito
- Mónica Aragón Fernández-Cuervo (México, 1973), actriz.
- Mayte Aragón Fernández-Cuervo (España, 1975) actriz y manager
- Hijo de Mayte : Marco ( España 2009 ) musico
- Nela Aragón Fernández-Cuervo (España, 1982), actriz y psicóloga.

### Hijos de Rodolfo/Rody
- Arianna Aragón Santamarina (España, 1998)
- Alfonso Aragón Castro (España, 2007)[8]

### Hijos de Emilio Aragón/Milikito
- Icíar Aragón Fernández-Vega (España, 1985),  empresaria y productora.
- Macarena Aragón Fernández-Vega (España, 1988), diseñadora.
- Ignacio Aragón Fernández-Vega (España, 1995).[9]

### Hijos de Rita Irasema
- Manuel Feijóo Aragón (España, 1977), actor, guionista, mago y conferenciante.
- Emilio Feijóo Aragón (España, 1978), comediante.
- Néstor Feijóo Aragón (España, 1985), cantante, realizador audiovisual y empresario.

### Hijos de Amparo Aragón
- Víctor Martín Aragón (España), cantante.
- Alejandra Fernández Aragón (España)
- Nicolás Fernández Aragón (España)

### Hija de Pilar Aragón
- Virginia Rodríguez Aragón (España, 1980), actriz.[10]

### Hijos de Lara Aragón
De su primer matrimonio con el fallecido José Manuel Domínguez Márquez Pepete tuvo tres hijos. En 2012 contrae matrimonio con Ángel Hueso, artista de circo conocido como Pimpoyo.
- Punch Domínguez Aragón (España, 1994), integrante de Los Gabytos, más conocido como Punchy.
- Alejandro Domínguez Aragón (España)
- Fernando Domínguez Aragón (España)
- Cecilia Hueso Aragón (España)

## Árbol genealógico de la familia Aragón
|  |  |                               |                               |                                   |                                   |                                   |                                   |                                   |                                   |                                    |                                    |                                        |                                        | Gabriel Aragón Pepino                  | Gabriel Aragón Pepino                  | Gabriel Aragón Pepino                  | Gabriel Aragón Pepino                  | Gabriel Aragón Pepino | Gabriel Aragón Pepino |                                                 |                                                 |                                                 |                                                 |                                                 |                                                 | Virginia Foureaux | Virginia Foureaux | Virginia Foureaux | Virginia Foureaux | Virginia Foureaux | Virginia Foureaux |                                                                            |                                                                            |                                                                            |                                                                            |                                                                            |                                                                            |  |  |                                       |                                       |                                          |                                          |                                          |                                          |                                          |                                          |                                |                                |                                |                                |                                   |                                   |                                   |                                   |                                    |                                    |                                    |                                    |                                    |                                    |                                           |                                           |                                           |                                           |                                           |                                           |                                       |                                       |  |  |  |  |  |  |  |  |  |  |  |  |  |  |  |  |  |  |  |  |  |  |  |  |  |  |  |  |  |  |  |  |  |  |  |  |  |  |  |  |  |  |  |  |  |  |  |  |  |  |  |  |  |  |  |  |  |  |  |  |  |  |  |  |  |  |  |  |
|  |  |                               |                               |                                   |                                   |                                   |                                   |                                   |                                   |                                    |                                    |                                        |                                        | Gabriel Aragón Pepino                  | Gabriel Aragón Pepino                  | Gabriel Aragón Pepino                  | Gabriel Aragón Pepino                  | Gabriel Aragón Pepino | Gabriel Aragón Pepino |                                                 |                                                 |                                                 |                                                 |                                                 |                                                 | Virginia Foureaux | Virginia Foureaux | Virginia Foureaux | Virginia Foureaux | Virginia Foureaux | Virginia Foureaux |                                                                            |                                                                            |                                                                            |                                                                            |                                                                            |                                                                            |  |  |                                       |                                       |                                          |                                          |                                          |                                          |                                          |                                          |                                |                                |                                |                                |                                   |                                   |                                   |                                   |                                    |                                    |                                    |                                    |                                    |                                    |                                           |                                           |                                           |                                           |                                           |                                           |                                       |                                       |  |  |  |  |  |  |  |  |  |  |  |  |  |  |  |  |  |  |  |  |  |  |  |  |  |  |  |  |  |  |  |  |  |  |  |  |  |  |  |  |  |  |  |  |  |  |  |  |  |  |  |  |  |  |  |  |  |  |  |  |  |  |  |  |  |  |  |  |
|  |  |                               |                               |                                   |                                   |                                   |                                   |                                   |                                   |                                    |                                    |                                        |                                        |                                        |                                        |                                        |                                        |                       |                       |                                                 |                                                 |                                                 |                                                 |                                                 |                                                 |                   |                   |                   |                   |                   |                   |                                                                            |                                                                            |                                                                            |                                                                            |                                                                            |                                                                            |  |  |                                       |                                       |                                          |                                          |                                          |                                          |                                          |                                          |                                |                                |                                |                                |                                   |                                   |                                   |                                   |                                    |                                    |                                    |                                    |                                    |                                    |                                           |                                           |                                           |                                           |                                           |                                           |                                       |                                       |  |  |  |  |  |  |  |  |  |  |  |  |  |  |  |  |  |  |  |  |  |  |  |  |  |  |  |  |  |  |  |  |  |  |  |  |  |  |  |  |  |  |  |  |  |  |  |  |  |  |  |  |  |  |  |  |  |  |  |  |  |  |  |  |  |  |  |  |
|  |  |                               |                               |                                   |                                   |                                   |                                   |                                   |                                   |                                    |                                    |                                        |                                        |                                        |                                        |                                        |                                        |                       |                       |                                                 |                                                 |                                                 |                                                 |                                                 |                                                 |                   |                   |                   |                   |                   |                   |                                                                            |                                                                            |                                                                            |                                                                            |                                                                            |                                                                            |  |  |                                       |                                       |                                          |                                          |                                          |                                          |                                          |                                          |                                |                                |                                |                                |                                   |                                   |                                   |                                   |                                    |                                    |                                    |                                    |                                    |                                    |                                           |                                           |                                           |                                           |                                           |                                           |                                       |                                       |  |  |  |  |  |  |  |  |  |  |  |  |  |  |  |  |  |  |  |  |  |  |  |  |  |  |  |  |  |  |  |  |  |  |  |  |  |  |  |  |  |  |  |  |  |  |  |  |  |  |  |  |  |  |  |  |  |  |  |  |  |  |  |  |  |  |  |  |
|  |  | Arturo Aragón Foureaux Tonino | Arturo Aragón Foureaux Tonino | Arturo Aragón Foureaux Tonino     | Arturo Aragón Foureaux Tonino     | Arturo Aragón Foureaux Tonino     | Arturo Aragón Foureaux Tonino     |                                   |                                   | José María Aragón Foureaux Pompoff | José María Aragón Foureaux Pompoff | José María Aragón Foureaux Pompoff     | José María Aragón Foureaux Pompoff     | José María Aragón Foureaux Pompoff     | José María Aragón Foureaux Pompoff     |                                        |                                        |                       |                       | Teodoro Aragón Foureaux Thedy                   | Teodoro Aragón Foureaux Thedy                   | Teodoro Aragón Foureaux Thedy                   | Teodoro Aragón Foureaux Thedy                   | Teodoro Aragón Foureaux Thedy                   | Teodoro Aragón Foureaux Thedy                   |                   |                   |                   |                   |                   |                   |                                                                            |                                                                            |                                                                            |                                                                            |                                                                            |                                                                            |  |  |                                       |                                       | Emilio Aragón Foureaux Emig              | Emilio Aragón Foureaux Emig              | Emilio Aragón Foureaux Emig              | Emilio Aragón Foureaux Emig              | Emilio Aragón Foureaux Emig              | Emilio Aragón Foureaux Emig              |                                |                                |                                |                                |                                   |                                   |                                   |                                   |                                    |                                    |                                    |                                    |                                    |                                    |                                           |                                           |                                           |                                           |                                           |                                           |                                       |                                       |  |  |  |  |  |  |  |  |  |  |  |  |  |  |  |  |  |  |  |  |  |  |  |  |  |  |  |  |  |  |  |  |  |  |  |  |  |  |  |  |  |  |  |  |  |  |  |  |  |  |  |  |  |  |  |  |  |  |  |  |  |  |  |  |  |  |  |  |
|  |  | Arturo Aragón Foureaux Tonino | Arturo Aragón Foureaux Tonino | Arturo Aragón Foureaux Tonino     | Arturo Aragón Foureaux Tonino     | Arturo Aragón Foureaux Tonino     | Arturo Aragón Foureaux Tonino     |                                   |                                   | José María Aragón Foureaux Pompoff | José María Aragón Foureaux Pompoff | José María Aragón Foureaux Pompoff     | José María Aragón Foureaux Pompoff     | José María Aragón Foureaux Pompoff     | José María Aragón Foureaux Pompoff     |                                        |                                        |                       |                       | Teodoro Aragón Foureaux Thedy                   | Teodoro Aragón Foureaux Thedy                   | Teodoro Aragón Foureaux Thedy                   | Teodoro Aragón Foureaux Thedy                   | Teodoro Aragón Foureaux Thedy                   | Teodoro Aragón Foureaux Thedy                   |                   |                   |                   |                   |                   |                   |                                                                            |                                                                            |                                                                            |                                                                            |                                                                            |                                                                            |  |  |                                       |                                       | Emilio Aragón Foureaux Emig              | Emilio Aragón Foureaux Emig              | Emilio Aragón Foureaux Emig              | Emilio Aragón Foureaux Emig              | Emilio Aragón Foureaux Emig              | Emilio Aragón Foureaux Emig              |                                |                                |                                |                                |                                   |                                   |                                   |                                   |                                    |                                    |                                    |                                    |                                    |                                    |                                           |                                           |                                           |                                           |                                           |                                           |                                       |                                       |  |  |  |  |  |  |  |  |  |  |  |  |  |  |  |  |  |  |  |  |  |  |  |  |  |  |  |  |  |  |  |  |  |  |  |  |  |  |  |  |  |  |  |  |  |  |  |  |  |  |  |  |  |  |  |  |  |  |  |  |  |  |  |  |  |  |  |  |
|  |  |                               |                               |                                   |                                   |                                   |                                   |                                   |                                   |                                    |                                    |                                        |                                        |                                        |                                        |                                        |                                        |                       |                       |                                                 |                                                 |                                                 |                                                 |                                                 |                                                 |                   |                   |                   |                   |                   |                   |                                                                            |                                                                            |                                                                            |                                                                            |                                                                            |                                                                            |  |  |                                       |                                       |                                          |                                          |                                          |                                          |                                          |                                          |                                |                                |                                |                                |                                   |                                   |                                   |                                   |                                    |                                    |                                    |                                    |                                    |                                    |                                           |                                           |                                           |                                           |                                           |                                           |                                       |                                       |  |  |  |  |  |  |  |  |  |  |  |  |  |  |  |  |  |  |  |  |  |  |  |  |  |  |  |  |  |  |  |  |  |  |  |  |  |  |  |  |  |  |  |  |  |  |  |  |  |  |  |  |  |  |  |  |  |  |  |  |  |  |  |  |  |  |  |  |
|  |  |                               |                               | Víctor Aragón Hipkins (1933-1989) | Víctor Aragón Hipkins (1933-1989) | Víctor Aragón Hipkins (1933-1989) | Víctor Aragón Hipkins (1933-1989) | Víctor Aragón Hipkins (1933-1989) | Víctor Aragón Hipkins (1933-1989) |                                    |                                    | José Aragón Hipkins Nabuco (1912-1993) | José Aragón Hipkins Nabuco (1912-1993) | José Aragón Hipkins Nabuco (1912-1993) | José Aragón Hipkins Nabuco (1912-1993) | José Aragón Hipkins Nabuco (1912-1993) | José Aragón Hipkins Nabuco (1912-1993) |                       |                       | Emilio Aragón Domínguez Zampabollos (1913-1985) | Emilio Aragón Domínguez Zampabollos (1913-1985) | Emilio Aragón Domínguez Zampabollos (1913-1985) | Emilio Aragón Domínguez Zampabollos (1913-1985) | Emilio Aragón Domínguez Zampabollos (1913-1985) | Emilio Aragón Domínguez Zampabollos (1913-1985) |                   |                   |                   |                   |                   |                   | Gabriel Aragón Bermúdez Gaby (1920-1995)                                   | Gabriel Aragón Bermúdez Gaby (1920-1995)                                   | Gabriel Aragón Bermúdez Gaby (1920-1995)                                   | Gabriel Aragón Bermúdez Gaby (1920-1995)                                   | Gabriel Aragón Bermúdez Gaby (1920-1995)                                   | Gabriel Aragón Bermúdez Gaby (1920-1995)                                   |  |  |                                       |                                       | Alfonso Aragón Bermúdez Fofó (1923-1976) | Alfonso Aragón Bermúdez Fofó (1923-1976) | Alfonso Aragón Bermúdez Fofó (1923-1976) | Alfonso Aragón Bermúdez Fofó (1923-1976) | Alfonso Aragón Bermúdez Fofó (1923-1976) | Alfonso Aragón Bermúdez Fofó (1923-1976) |                                |                                |                                |                                | Rocío Aragón Bermúdez (1925-2018) | Rocío Aragón Bermúdez (1925-2018) | Rocío Aragón Bermúdez (1925-2018) | Rocío Aragón Bermúdez (1925-2018) | Rocío Aragón Bermúdez (1925-2018)  | Rocío Aragón Bermúdez (1925-2018)  |                                    |                                    |                                    |                                    | Emilio Aragón Bermúdez Miliki (1929-2012) | Emilio Aragón Bermúdez Miliki (1929-2012) | Emilio Aragón Bermúdez Miliki (1929-2012) | Emilio Aragón Bermúdez Miliki (1929-2012) | Emilio Aragón Bermúdez Miliki (1929-2012) | Emilio Aragón Bermúdez Miliki (1929-2012) |                                       |                                       |  |  |  |  |  |  |  |  |  |  |  |  |  |  |  |  |  |  |  |  |  |  |  |  |  |  |  |  |  |  |  |  |  |  |  |  |  |  |  |  |  |  |  |  |  |  |  |  |  |  |  |  |  |  |  |  |  |  |  |  |  |  |  |  |  |  |  |  |
|  |  |                               |                               | Víctor Aragón Hipkins (1933-1989) | Víctor Aragón Hipkins (1933-1989) | Víctor Aragón Hipkins (1933-1989) | Víctor Aragón Hipkins (1933-1989) | Víctor Aragón Hipkins (1933-1989) | Víctor Aragón Hipkins (1933-1989) |                                    |                                    | José Aragón Hipkins Nabuco (1912-1993) | José Aragón Hipkins Nabuco (1912-1993) | José Aragón Hipkins Nabuco (1912-1993) | José Aragón Hipkins Nabuco (1912-1993) | José Aragón Hipkins Nabuco (1912-1993) | José Aragón Hipkins Nabuco (1912-1993) |                       |                       | Emilio Aragón Domínguez Zampabollos (1913-1985) | Emilio Aragón Domínguez Zampabollos (1913-1985) | Emilio Aragón Domínguez Zampabollos (1913-1985) | Emilio Aragón Domínguez Zampabollos (1913-1985) | Emilio Aragón Domínguez Zampabollos (1913-1985) | Emilio Aragón Domínguez Zampabollos (1913-1985) |                   |                   |                   |                   |                   |                   | Gabriel Aragón Bermúdez Gaby (1920-1995)                                   | Gabriel Aragón Bermúdez Gaby (1920-1995)                                   | Gabriel Aragón Bermúdez Gaby (1920-1995)                                   | Gabriel Aragón Bermúdez Gaby (1920-1995)                                   | Gabriel Aragón Bermúdez Gaby (1920-1995)                                   | Gabriel Aragón Bermúdez Gaby (1920-1995)                                   |  |  |                                       |                                       | Alfonso Aragón Bermúdez Fofó (1923-1976) | Alfonso Aragón Bermúdez Fofó (1923-1976) | Alfonso Aragón Bermúdez Fofó (1923-1976) | Alfonso Aragón Bermúdez Fofó (1923-1976) | Alfonso Aragón Bermúdez Fofó (1923-1976) | Alfonso Aragón Bermúdez Fofó (1923-1976) |                                |                                |                                |                                | Rocío Aragón Bermúdez (1925-2018) | Rocío Aragón Bermúdez (1925-2018) | Rocío Aragón Bermúdez (1925-2018) | Rocío Aragón Bermúdez (1925-2018) | Rocío Aragón Bermúdez (1925-2018)  | Rocío Aragón Bermúdez (1925-2018)  |                                    |                                    |                                    |                                    | Emilio Aragón Bermúdez Miliki (1929-2012) | Emilio Aragón Bermúdez Miliki (1929-2012) | Emilio Aragón Bermúdez Miliki (1929-2012) | Emilio Aragón Bermúdez Miliki (1929-2012) | Emilio Aragón Bermúdez Miliki (1929-2012) | Emilio Aragón Bermúdez Miliki (1929-2012) |                                       |                                       |  |  |  |  |  |  |  |  |  |  |  |  |  |  |  |  |  |  |  |  |  |  |  |  |  |  |  |  |  |  |  |  |  |  |  |  |  |  |  |  |  |  |  |  |  |  |  |  |  |  |  |  |  |  |  |  |  |  |  |  |  |  |  |  |  |  |  |  |
|  |  |                               |                               |                                   |                                   |                                   |                                   |                                   |                                   |                                    |                                    |                                        |                                        |                                        |                                        |                                        |                                        |                       |                       |                                                 |                                                 |                                                 |                                                 |                                                 |                                                 |                   |                   |                   |                   |                   |                   |                                                                            |                                                                            |                                                                            |                                                                            |                                                                            |                                                                            |  |  |                                       |                                       |                                          |                                          |                                          |                                          |                                          |                                          |                                |                                |                                |                                |                                   |                                   |                                   |                                   |                                    |                                    |                                    |                                    |                                    |                                    |                                           |                                           |                                           |                                           |                                           |                                           |                                       |                                       |  |  |  |  |  |  |  |  |  |  |  |  |  |  |  |  |  |  |  |  |  |  |  |  |  |  |  |  |  |  |  |  |  |  |  |  |  |  |  |  |  |  |  |  |  |  |  |  |  |  |  |  |  |  |  |  |  |  |  |  |  |  |  |  |  |  |  |  |
|  |  |                               |                               |                                   |                                   |                                   |                                   |                                   |                                   |                                    |                                    |                                        |                                        |                                        |                                        |                                        |                                        |                       |                       |                                                 |                                                 |                                                 |                                                 |                                                 |                                                 |                   |                   |                   |                   |                   |                   | Los Gabytos Lara (1971) Gabri (1972) Rodrigo (1975) Gon (1981) Bebé (1985) | Los Gabytos Lara (1971) Gabri (1972) Rodrigo (1975) Gon (1981) Bebé (1985) | Los Gabytos Lara (1971) Gabri (1972) Rodrigo (1975) Gon (1981) Bebé (1985) | Los Gabytos Lara (1971) Gabri (1972) Rodrigo (1975) Gon (1981) Bebé (1985) | Los Gabytos Lara (1971) Gabri (1972) Rodrigo (1975) Gon (1981) Bebé (1985) | Los Gabytos Lara (1971) Gabri (1972) Rodrigo (1975) Gon (1981) Bebé (1985) |  |  | Alfonso Aragón Sac Fofito (1949)      | Alfonso Aragón Sac Fofito (1949)      | Alfonso Aragón Sac Fofito (1949)         | Alfonso Aragón Sac Fofito (1949)         | Alfonso Aragón Sac Fofito (1949)         | Alfonso Aragón Sac Fofito (1949)         |                                          |                                          | Rodolfo Aragón Sac Rody (1958) | Rodolfo Aragón Sac Rody (1958) | Rodolfo Aragón Sac Rody (1958) | Rodolfo Aragón Sac Rody (1958) | Rodolfo Aragón Sac Rody (1958)    | Rodolfo Aragón Sac Rody (1958)    |                                   |                                   | Rita Irasema Aragón Álvarez (1954) | Rita Irasema Aragón Álvarez (1954) | Rita Irasema Aragón Álvarez (1954) | Rita Irasema Aragón Álvarez (1954) | Rita Irasema Aragón Álvarez (1954) | Rita Irasema Aragón Álvarez (1954) |                                           |                                           | Emilio Aragón Álvarez Milikito (1959)     | Emilio Aragón Álvarez Milikito (1959)     | Emilio Aragón Álvarez Milikito (1959)     | Emilio Aragón Álvarez Milikito (1959)     | Emilio Aragón Álvarez Milikito (1959) | Emilio Aragón Álvarez Milikito (1959) |  |  |  |  |  |  |  |  |  |  |  |  |  |  |  |  |  |  |  |  |  |  |  |  |  |  |  |  |  |  |  |  |  |  |  |  |  |  |  |  |  |  |  |  |  |  |  |  |  |  |  |  |  |  |  |  |  |  |  |  |  |  |  |  |  |  |  |  |
|  |  |                               |                               |                                   |                                   |                                   |                                   |                                   |                                   |                                    |                                    |                                        |                                        |                                        |                                        |                                        |                                        |                       |                       |                                                 |                                                 |                                                 |                                                 |                                                 |                                                 |                   |                   |                   |                   |                   |                   | Los Gabytos Lara (1971) Gabri (1972) Rodrigo (1975) Gon (1981) Bebé (1985) | Los Gabytos Lara (1971) Gabri (1972) Rodrigo (1975) Gon (1981) Bebé (1985) | Los Gabytos Lara (1971) Gabri (1972) Rodrigo (1975) Gon (1981) Bebé (1985) | Los Gabytos Lara (1971) Gabri (1972) Rodrigo (1975) Gon (1981) Bebé (1985) | Los Gabytos Lara (1971) Gabri (1972) Rodrigo (1975) Gon (1981) Bebé (1985) | Los Gabytos Lara (1971) Gabri (1972) Rodrigo (1975) Gon (1981) Bebé (1985) |  |  | Alfonso Aragón Sac Fofito (1949)      | Alfonso Aragón Sac Fofito (1949)      | Alfonso Aragón Sac Fofito (1949)         | Alfonso Aragón Sac Fofito (1949)         | Alfonso Aragón Sac Fofito (1949)         | Alfonso Aragón Sac Fofito (1949)         |                                          |                                          | Rodolfo Aragón Sac Rody (1958) | Rodolfo Aragón Sac Rody (1958) | Rodolfo Aragón Sac Rody (1958) | Rodolfo Aragón Sac Rody (1958) | Rodolfo Aragón Sac Rody (1958)    | Rodolfo Aragón Sac Rody (1958)    |                                   |                                   | Rita Irasema Aragón Álvarez (1954) | Rita Irasema Aragón Álvarez (1954) | Rita Irasema Aragón Álvarez (1954) | Rita Irasema Aragón Álvarez (1954) | Rita Irasema Aragón Álvarez (1954) | Rita Irasema Aragón Álvarez (1954) |                                           |                                           | Emilio Aragón Álvarez Milikito (1959)     | Emilio Aragón Álvarez Milikito (1959)     | Emilio Aragón Álvarez Milikito (1959)     | Emilio Aragón Álvarez Milikito (1959)     | Emilio Aragón Álvarez Milikito (1959) | Emilio Aragón Álvarez Milikito (1959) |  |  |  |  |  |  |  |  |  |  |  |  |  |  |  |  |  |  |  |  |  |  |  |  |  |  |  |  |  |  |  |  |  |  |  |  |  |  |  |  |  |  |  |  |  |  |  |  |  |  |  |  |  |  |  |  |  |  |  |  |  |  |  |  |  |  |  |  |
|  |  |                               |                               |                                   |                                   |                                   |                                   |                                   |                                   |                                    |                                    |                                        |                                        |                                        |                                        |                                        |                                        |                       |                       |                                                 |                                                 |                                                 |                                                 |                                                 |                                                 |                   |                   |                   |                   |                   |                   |                                                                            |                                                                            |                                                                            |                                                                            |                                                                            |                                                                            |  |  | Mónica Aragón Fernández-Cuervo (1973) | Mónica Aragón Fernández-Cuervo (1973) | Mónica Aragón Fernández-Cuervo (1973)    | Mónica Aragón Fernández-Cuervo (1973)    | Mónica Aragón Fernández-Cuervo (1973)    | Mónica Aragón Fernández-Cuervo (1973)    |                                          |                                          |                                |                                |                                |                                |                                   |                                   |                                   |                                   | Manuel Feijóo Aragón (1977)        | Manuel Feijóo Aragón (1977)        | Manuel Feijóo Aragón (1977)        | Manuel Feijóo Aragón (1977)        | Manuel Feijóo Aragón (1977)        | Manuel Feijóo Aragón (1977)        |                                           |                                           |                                           |                                           |                                           |                                           |                                       |                                       |  |  |  |  |  |  |  |  |  |  |  |  |  |  |  |  |  |  |  |  |  |  |  |  |  |  |  |  |  |  |  |  |  |  |  |  |  |  |  |  |  |  |  |  |  |  |  |  |  |  |  |  |  |  |  |  |  |  |  |  |  |  |  |  |  |  |  |  |

## Enlaces Externos
- Una de payasos.